# Вудро Вільсон
То́мас Ву́дро Ві́льсон (англ. Thomas Woodrow Wilson; зазвичай, без першого імені — Вудро Вільсон; 28 грудня 1856 — 3 лютого 1924) — 28-й Президент США (1913–1921). Відомий також як історик і політолог. Лауреат Нобелівської премії миру 1919, присудженої за миротворчі зусилля.

## Коротка біографія
Як кандидат від Демократичної партії, він був обраний губернатором штату Нью-Джерсі у 1910 році, а в 1912 — президентом США, коли голоси прибічників республіканців розкололися між Теодором Рузвельтом і Вільямом Тафтом. Вільсон був переобраний у 1916 році. Другий термін його президентства був відмічений вступом США в Першу світову війну (березень 1917) і активними дипломатичними зусиллями президента з мирного врегулювання, вираженими в «14 пунктах». Вільсон став першим президентом США, що відвідав з офіційним візитом Європу, беручи участь в роботі Паризькій мирної конференції. Пропозиції Вільсона були покладені в основу Версальського договору. Вільсон був одним з ініціаторів створення Ліги Націй, проте Сенат США відмовив у вступі до цієї організації через небажання республіканської більшості в Сенаті на чолі з Генрі Каботом Лоджем зв'язувати США додатковими міжнародними обов'язками. У 1913 році Вільсон підписав законопроєкт про створення Федеральної резервної системи, яка виконує роль центрального банку США, має інструменти державного впливу, але форма власності капіталу є приватною — акціонерна з особливим статусом акцій.

## Внутрішня політика
У доборі кадрів Вільсон віддавав перевагу досвідченим політикам зі «старої гвардії». Більшість його міністрів походили з Півдня і дотримувались консервативних поглядів. Підсумки виборів дали старт політичним і соціально-економічним реформам, які увійшли в американську історію під назвою «Нова свобода». Вільсон активно втілював переконання, що головне місце в політичному житті США має належати не Конгресу, а президенту. Заради просування своїх реформ, Вільсон встановив з комісіями Конгресу якнайтісніший контакт, на відміну від своїх попередників. З ініціативи президента пізніше створили Міністерство праці. Фермери отримували закон, що значно поліпшував систему кредитування в сільському господарстві. Також, було ухвалено закон про заборону дитячої праці в промисловості.

## Зовнішня політика
Вільсон проводив активну зовнішню політику, спрямовану на зміцнення позицій США в Латинській Америці (зокрема в Карибському басейні та в Мексиці), на Далекому Сході. Всіляко сприяв американо-британському зближенню. Під гаслом «наведення порядку» американські війська двічі вторгалися до Мексики (1914 і 1916—1917), окупували Гаїті (1915), і Домініканську Республіку (1916). Президент сприяв встановленню самоврядування на Філіппінах. На початку Першої світової війни Вудро Вільсон дотримувався нейтралітету, з пацифістських позицій намагався виступати посередником між європейськими державами. Після загибелі «Лузітанії» (1915) та інших неозброєних судів, він домігся від Німеччини обіцянки припинити необмежену підводну війну.
У 1916 році Вільсон був знову висунутий Демократичною партією на другий президентський термін. Під гаслом «Він утримав нас від війни» з невеликою перевагою він зміг перемогти кандидата республіканців Чарльза Еванса Х'юза. До 1917 року Вільсон переглянув свої пацифістські погляди і схилився до необхідності вступити в Першу світову війну, вважаючи, що цей крок дозволить грати США активнішу роль у повоєнній перебудові світу. Приводом для вступу у війну стали нові напади німецьких підводних човнів на пасажирські судна, а також знаменита телеграма Ціммермана, в якій міністр іноземних справ Німеччини виступив з пропозицією утворити військовий союз з Мексикою проти США. В обмін на допомогу Мексиці обіцялись її втрачені території на півдні США під час американо-мексиканської війни. 6 квітня 1917 року була оголошена війна Німеччині. 
Після Лютневої революції в Росії президент США прагнув до співпраці з Тимчасовим урядом, виношував ідею союзу «двох найбільших демократій світу». Він послав до Росії спеціальну місію, прагнув утримати її від виходу з війни. Після Жовтневої революції Вільсон виступив з планом загального мирного врегулювання («Чотирнадцять пунктів», січень 1918), розглядаючи його як альтернативу антивоєнній агітації більшовиків. Уряд Вудро Вільсона підтримував білогвардійців; в 1918 році американські війська висадилися на Півночі і Далекому Сході Росії. Вільсон був одним з головних авторів Версальського мирного договору 1919 року. Однак договір так і не був ратифікований сенатом США.
Восени 1919 року в результаті сильної перенапруги Вільсона розбив параліч. Він був змушений припинити активну державну діяльність. До закінчення президентського терміну найважливіші політичні рішення по суті приймала його дружина — Едіт Вільсон. Лауреат Нобелівської премії миру (1919) за свій внесок у Версальський мирний договір.

## Чотирнадцять пунктів Вільсона
1. Відкриті мирні договори, відкриті обговорення, після яких не буде ніяких таємних міжнародних угод будь-якого роду, а дипломатія завжди буде діяти відверто на очах у всіх.
2. Абсолютна свобода судноплавства на морях поза територіальними водами, як у мирний, так і воєнний час, крім випадків, коли деякі моря будуть частково або повністю закриті в міжнародному порядку для виконання міжнародних договорів.
3. Усунення, наскільки це можливо, всіх економічних бар'єрів і встановлення рівності умов для торгівлі всіх націй, що стоять за мир.
4. Справедливі гарантії того, що національні озброєння будуть скорочені до граничного мінімуму, сумісного з державною безпекою.
5. Вільне, щиросердне і абсолютно неупереджене вирішення всіх колоніальних суперечок, засноване на суворому дотриманні принципу, що при вирішенні всіх питань, що стосуються суверенітету, інтереси населення повинні мати однакову вагу в порівнянні із справедливими вимогами того уряду, права якого мають бути визначені.
6. Звільнення всіх російських територій і такий дозвіл всіх зачіпаючих Росію питань, який гарантує їй найбільш повне й вільне сприяння з боку інших націй у справі отримання повної і безперешкодної можливості ухвалити незалежне рішення щодо її власного політичного розвитку та її національної політики та забезпечення їй привітного прийому до співтовариства вільних націй при тому образі правління, який вона сама для себе обере. І більше, ніж прийом, також і всіляку підтримку у всьому, в чому вона потребує і чого вона сама собі бажає. Ставлення до Росії з боку націй, її сестер, в майбутні місяці буде пробним каменем їхніх добрих почуттів, розуміння ними її потреб та вміння відокремити їх від своїх власних інтересів, а також показником їхньої мудрості і безкорисливості їхніх симпатій.
7. Бельгія повинна бути звільнена і відновлена, без спроби обмежити суверенітет, яким вона користується нарівні з усіма іншими вільними націями. Ніяке інше діяння не може більш, ніж це, послужити до відновлення між народами довіри до тих законів, які вони самі встановили і визначали як керівництво для своїх взаємних зносин. Без цього цілющого акту вся побудова і дія (структура) міжнародного права буде назавжди втраченою.
8. Вся французька територія повинна бути звільнена, окуповані частини повернуті, а зло, нанесене Франції Пруссією в 1871 у в відношенні Ельзас-Лотарингії, яке порушувало загальний мир майже 50 років, має бути виправлено, щоб мирні відносини могли знову бути встановлені в інтересах усіх.
9. Виправлення кордонів Італії має бути зроблено на основі ясно помітних національних кордонів.
10. Народи Австро-Угорщини, місце яких у Лізі Націй ми хочемо бачити огородженим і забезпеченим, повинні отримати найширшу можливість автономного розвитку.
11. Румунія, Сербія і Чорногорія повинні бути звільнені. Зайняті території повинні бути повернені Сербії. Повинен бути наданий вільний і надійний доступ до моря. Взаємовідносини різних балканських держав повинні бути визначені дружнім шляхом, відповідно до історично встановлених принципів приналежності та національності. Повинні бути встановлені міжнародні гарантії політичної і економічної незалежності і територіальної цілості різних балканських держав.
12. Турецькі частини Османської імперії, в сучасному її складі, повинні отримати забезпечений і міцний суверенітет, але інші національності, що нині знаходяться під владою турків, повинні отримати недвозначну гарантію існування і абсолютно непорушні умови автономного розвитку. Дарданелли повинні бути постійно відкриті для вільного проходу суден і торгівлі всіх націй під міжнародними гарантіями.
13. Повинно бути створено незалежну Польську державу, яка повинна включати в себе всі території з незаперечно польським населенням, якому повинен бути забезпечений вільний і надійний доступ до моря, а політична і економічна незалежність, так само як і територіальна цілісність, повинні бути гарантовані міжнародним договором.
14. Повинно бути утворено загальне об'єднання націй на основі особливих статутів, з метою створення взаємної гарантії політичної незалежності і територіальної цілості як великих, так і малих держав.

## Томас Вудро Вільсон— батько Ліги Націй
Зараз до Ліги Націй, першої міжнародної організації, створеної для забезпечення колективної безпеки, прийнято ставитися зневажливо, оскільки їй не вдалося запобігти Другій світовій війні. Однак не виключено, що якби Ліги Націй не існувало, то війна сталася б ще раніше і була куди більш кровопролитною. З 1901 року, коли була заснована Нобелівська премія миру, нею нагородили 121-го лауреата, серед яких відомі борці за мир, політичні діячі та навіть цілі організації. Суперечки про те, хто ж з них зробив найбільший внесок у запобігання війнам і гонці озброєнь, тривають і понині.

## Після відставки
У 1921 році Вудро Вільсон і його дружина залишили Білий Дім і оселилися у Вашингтоні в Посольському кварталі (Embassy Row). У останні роки Вільсон важко переживав невдачі при створенні Ліги націй. Вудро Вільсон помер 3 лютого 1924 року і був похований у Вашингтонському кафедральному соборі.

## Промови і виступи
- В. Вільсон — Послання Конгресу США про оголошення війни Німеччині [Архівовано 21 червня 2008 у Wayback Machine.] (рос.)
- «Чотирнадцять пунктів Вільсона» [Архівовано 20 серпня 2007 у Wayback Machine.] (рос.)
- В. Вільсон: «Промова в захист Ліги Націй в м. Пуебло» [Архівовано 27 квітня 2008 у Wayback Machine.] (рос.)